# Treidellokomotive

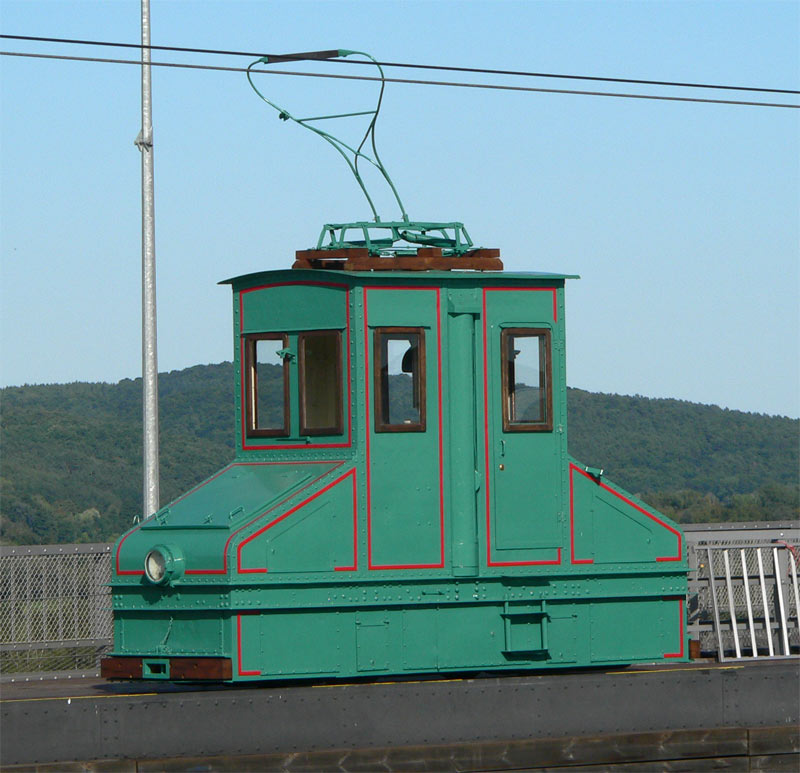
Elektrische Treidellokomotive von Siemens als Denkmal am Schiffshebewerk Niederfinow

Eine Treidellokomotive ist eine Lokomotive, die auf einer Treidelbahn zum Treideln, das heißt zum Ziehen, von Schiffen eingesetzt wird. Die bekanntesten Treidellokomotiven sind die Zahnradlokomotiven, die auf der Treidelbahn bei den Schleusen des Panamakanals eingesetzt sind. 

## Geschichte

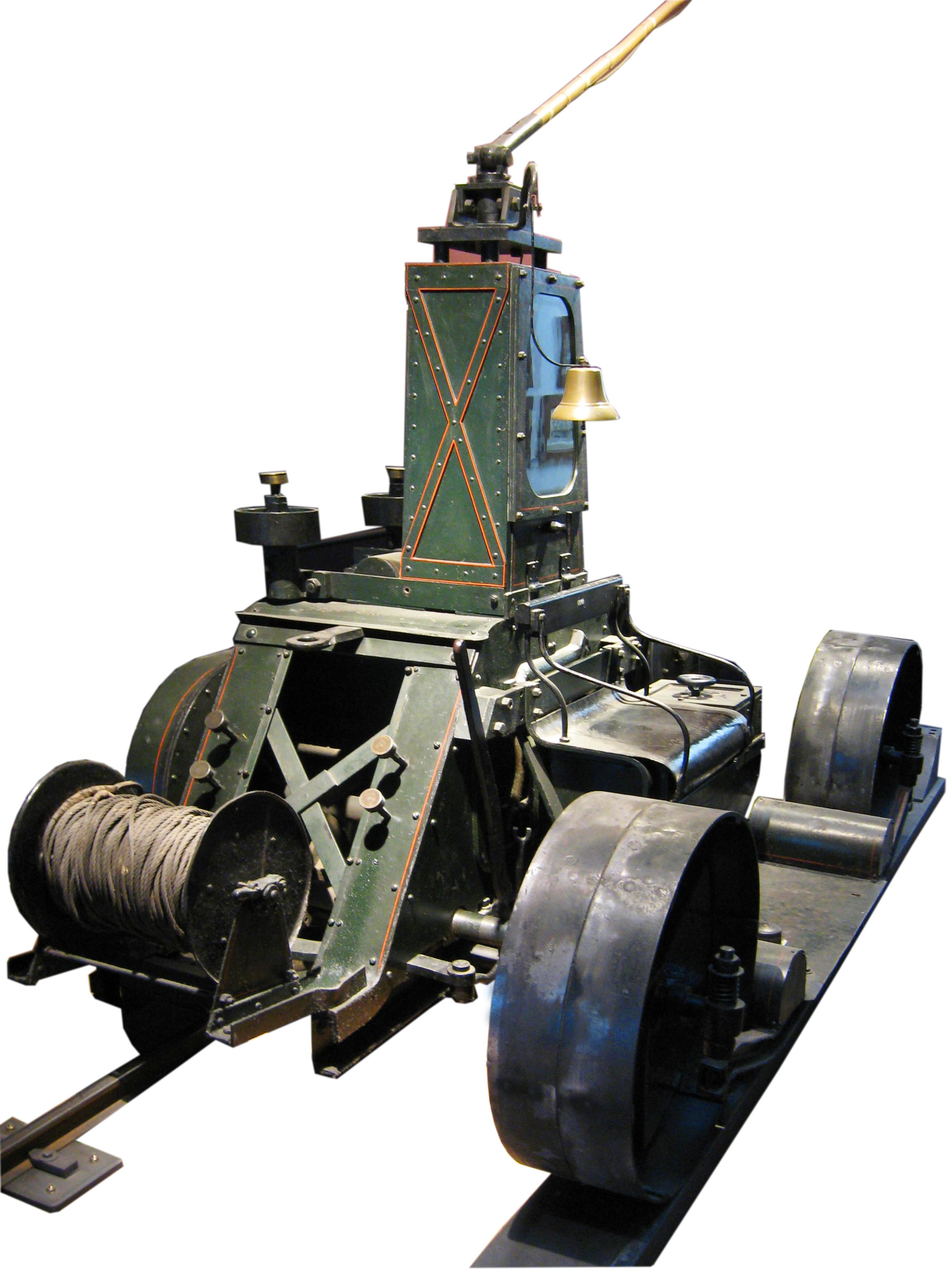
Treidellok System Köttgen von Siemens & Halske im Berliner Technikmuseum

Erste Treidellokomotiven kamen 1873 am Canal de Bourgogne zum Einsatz. Sie waren mit einer Dampfmaschine ausgerüstet und liefen nur mit einer Achse auf einer Schiene, die andere war in der Art der Lokomobile für den Fahrweg ausgebildet. Diese Bauart bewährte sich nicht.
Zwischen 1898 und 1901 wurde am Finowkanal eine elektrische Siemens-Treidellok System Köttgen getestet. Dabei nahm eine Schiene ca. 85 Prozent des Gewichts auf, zum Schiff hin stützte sich die Lok auf zwei großen Rollen ab. Obwohl sich Carl Köttgens System bewährt hatte, wurden nach dem Ende der Versuche wieder Lokomotiven auf herkömmlichen Gleisen eingesetzt.
Am Teltowkanal wurde ebenfalls eine Treidelbahn eingerichtet. Damit die Loks beim Schleppen nicht umkippen, war das kanalseitige Gleis ca. 3 cm höher verlegt als das andere Gleis. Die Treidellokomotiven konnten nur vorwärts fahren und erreichten bei einer Leistung von 16 PS und ca. 1200 Tonnen Last eine Geschwindigkeit von 4 bis 4,5 km/h. Sie hatten einen speziellen Ausleger, den sogenannten Treidelmast. Damit konnte das Zugseil um mehrere Meter angehoben werden, um es über am Ufer liegende Schiffen zu führen.
Die weitaus meisten Treidelbahnen wurden in Frankreich angelegt. Im Mai 1931 wurden in Frankreich 512 elektrisch und zwei mit Schweröl betriebene Treidellokomotiven gezählt. Sie stammten von den Herstellern Applevage, Jeumont, Hillaret, Alsthom, AEG und Deutz. AEG lieferte nach dem Ersten Weltkrieg als Reparationsleistung 40 Treidelloks für den Canal du Rhône au Rhin an Frankreich.
Auf den Treidelbahnen des Panamakanals sind etwa 100 Treidellokomotiven im Einsatz. Ihre Aufgabe besteht darin, während der Durchfahrt der Schiffe durch die Schleusen diese präzise in der Mitte der Schleusenkammern zu halten, um ein Berühren der Wände zu vermeiden, und die Schiffe vor den Schleusentoren abzubremsen. Der Vortrieb der Schiffe erfolgt durch die Schiffsmaschinen. 

Köttgen-Treidellok am Finowkanal, 1899 (D)
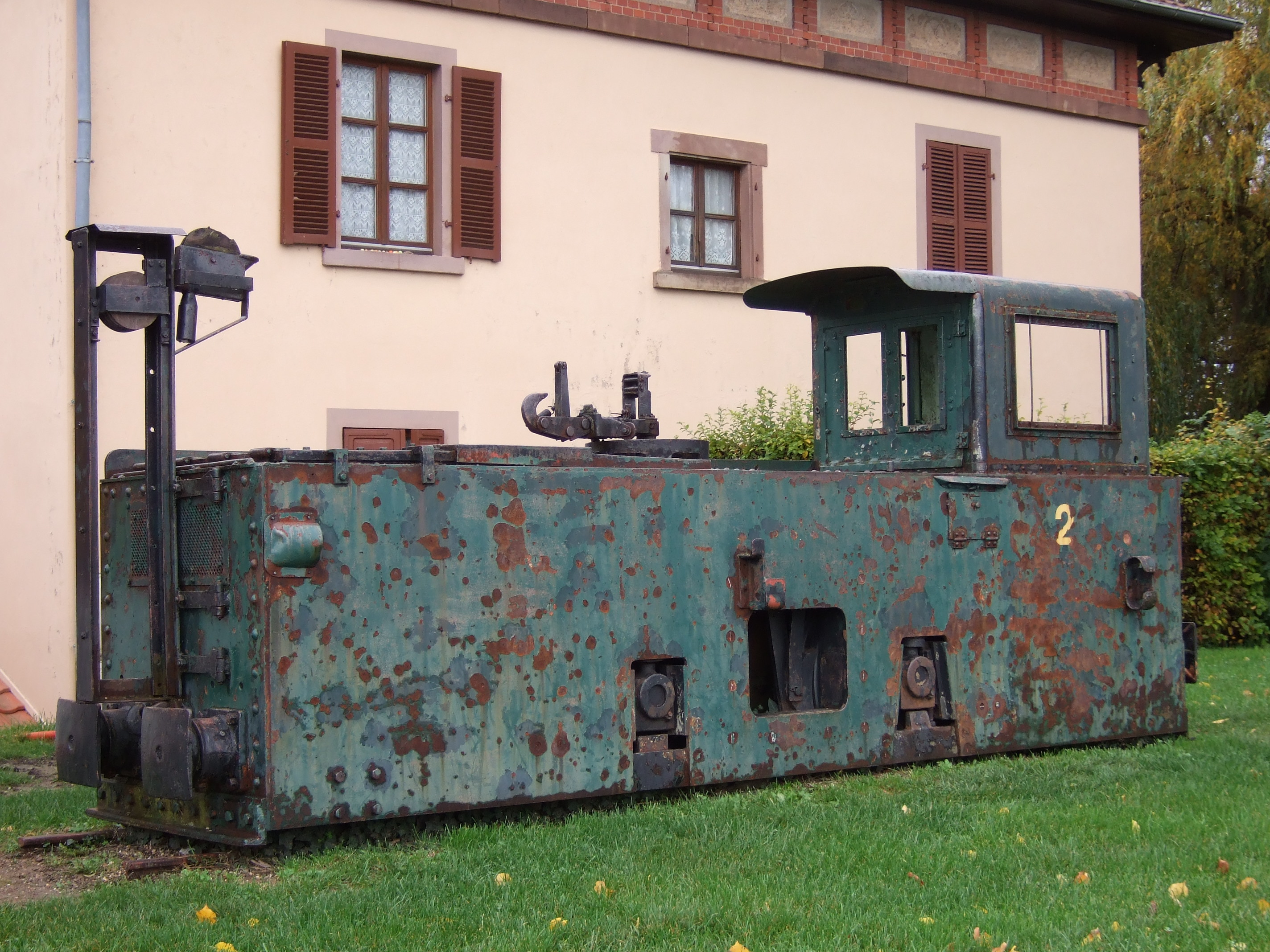
Ehemalige AEG-Treidellok des Canal du Rhône au Rhin in Saverne (F)
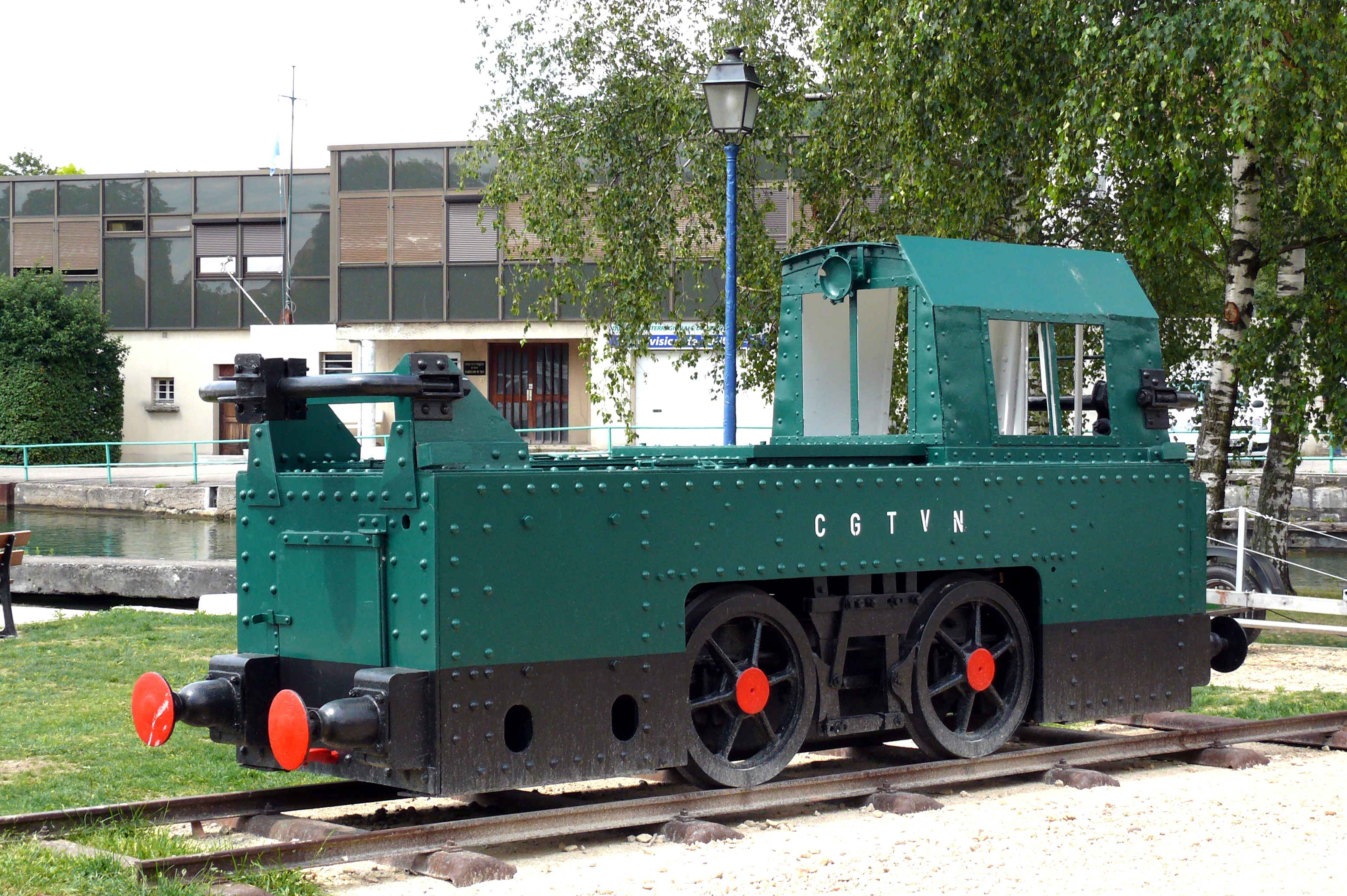
Treidellok der Compagnie Générale de traction sur les Voies Navigables (CGTVN) von Applevage in Toul (F)

## Technik
Die meisten Treidellokomotiven waren Elektrolokomotiven, es wurden jedoch auch Fahrzeuge mit Verbrennungsmotoren und Dampflokomotiven eingesetzt. Die Lokomotiven sind mit speziellen Vorrichtungen versehen, um die mechanische Verbindung zum Schiff herzustellen. Bei den Lokomotiven des Panamakanals werden dazu Seilwinden verwendet. Durch die Verbindung zum Schiff entstehen hohe Querlasten, weshalb anfangs Systeme verwendet wurden, bei denen nur eine Fahrschiene zum Einsatz kam und sich die Lokomotive auf der wasserseitigen Seite mit großen Rollen auf eine flache Fahrbahn abstützte. 
Auf den Treidelbahnen der französischen Binnenwasserstraßen kamen zudem Zugmaschinen mit Gummireifen zum Einsatz, die entweder von Verbrennungsmotoren oder über eine Oberleitung elektrisch angetrieben wurden. Teilweise wurden diese Zugmaschinen nachträglich zu Schienenfahrzeugen umgebaut.

### Panamakanal

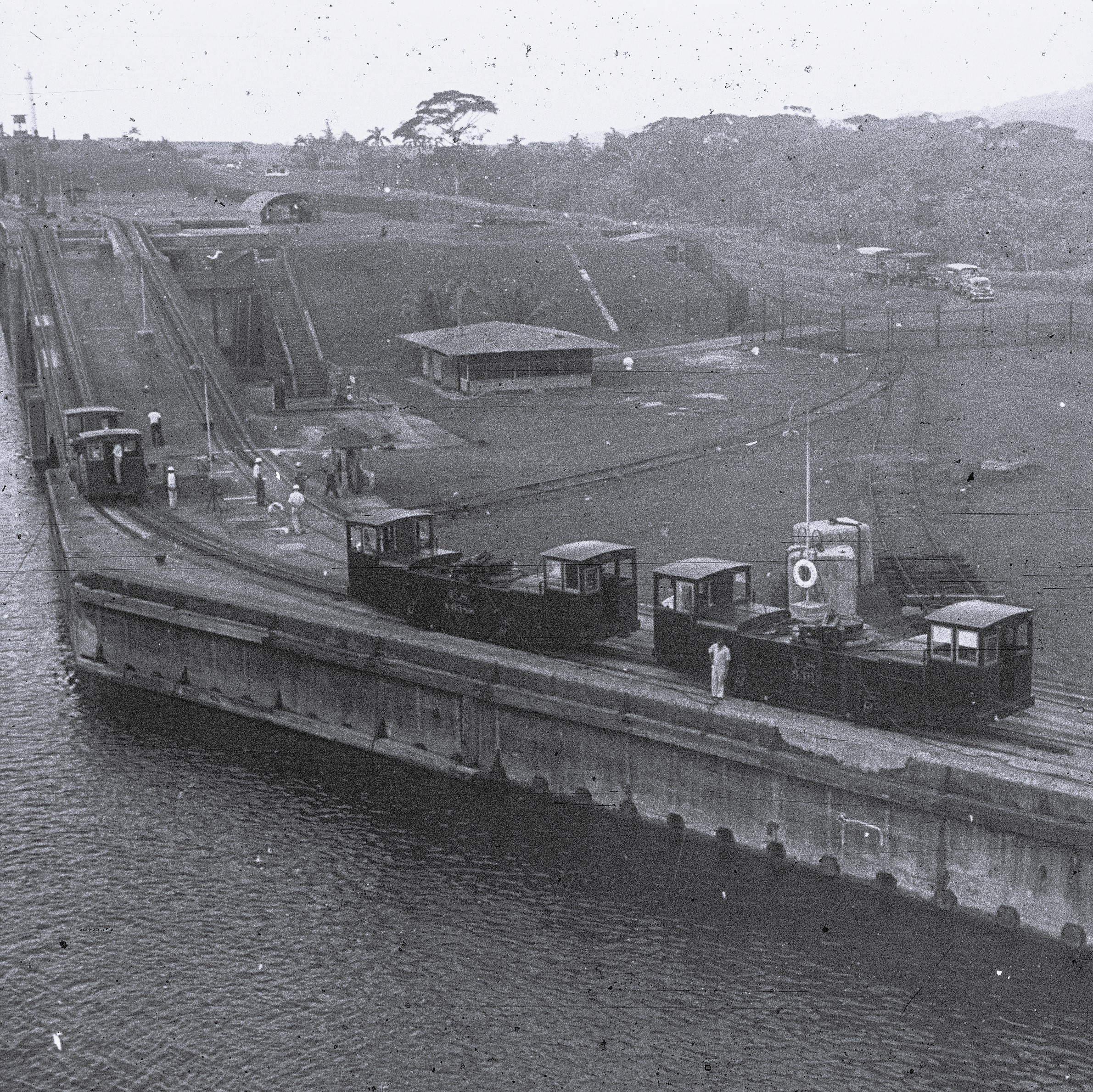
Treidellokomotiven der ersten Generation

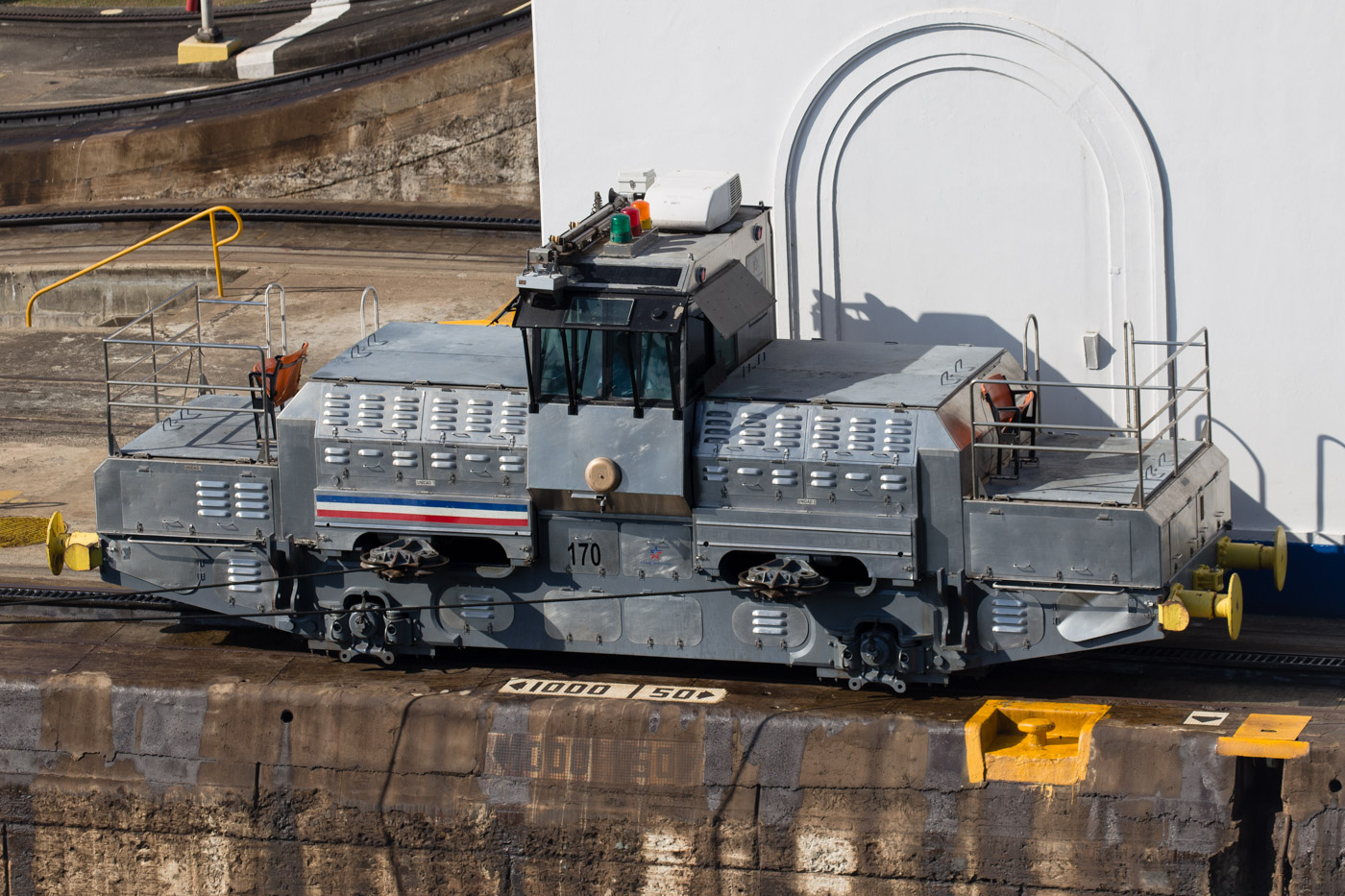
Treidellokomotive der dritten Generation

Für die Treidelbahn bei den Schleusen des Panamakanals wurde die russische Breitspur gewählt, um den Lokomotiven einen besseren Stand zu geben. Um größere Zugkräfte zum Bremsen der Schiffe übertragen zu können, werden am Panamakanal Zahnradlokomotiven eingesetzt, was auch ermöglicht, die 50 %-Steigung zwischen den Schleusenkammern einfach zu überwinden. Um die großen Gefällsbrüche zu bewältigen, haben die Lokomotiven einen für Schienenfahrzeuge unüblich großen Überhangwinkel und speziell große ovale Seitenpuffer.
Die erste Generation Treidellokomotiven für den Panamakanal wurde 1912 von General Electric (GE) gebaut. Diese Lokomotiven verfügten über zwei Endführerstände und hatten in der Mitte eine Seilwinde mit vertikaler Achse eingebaut. Der Antrieb erfolgte über einen Drehstrommotor mit einer Klemmenspannung von 220 V 25 Hz, der über ein Schaltgetriebe mit den Achsen des Adhäsionsantriebes und dem Triebzahnrad verbunden war. 
Das Schaltgetriebe hatte drei Gänge: einen für den Antrieb der Adhäsionsachsen, der für Rangierfahrten mit einer Geschwindigkeit bis 8 km/h (5 mph) verwendet wurde, einen zweiten für den Zahnradantrieb, der eine maximale Geschwindigkeit von 3,2 km/h (2 mph) ermöglichte und für leichtere Schiffe verwendet wurde, sowie eine stärkere Untersetzung für den Einsatz mit großen Schiffen, die eine maximale Geschwindigkeit von 1,6 km/h hatte. Die Lokomotiven konnten eine maximale Zugkraft von 110 kN (25.000 lbf) aufbringen.
Die zweite Generation von Treidellokomotiven folgte 1964 und wurde von Mitsubishi gebaut. Diese Lokomotiven sind mit einem Mittelführerstand ausgestattet, und die Seilwinde ist seitlich unter dem Bodenrahmen angeordnet, wobei der Haspel in Fahrzeuglängsrichtung angeordnet ist. Die tiefere Anordnung des Haspels macht die Lokomotiven im Vergleich zur ersten Generation standsicherer. Die dritte Generation Treidellokomotiven wurde 1999 ebenfalls von Mitsubishi geliefert.

## Erhaltene Treidellokomotiven
Treidellokomotiven von Siemens können unter anderem am Teltowkanal in Berlin und am Schiffshebewerk Niederfinow besichtigt werden. In Saverne stehen Treidelloks des Canal de la Marne au Rhin als Denkmäler an der Schleuse und am Grand bassin.
Von der ersten Generation Treidellokomotiven des Pananamakanals, die 1914 von GE geliefert wurden, sind die folgenden erhalten: 
- Nr. 622 im National Museum of Transportation in St. Louis, Missouri in den Vereinigten Staaten[12]
- Nr. 686 im Virginia Museum of Transportation  in Roanoke, Virginia in den Vereinigten Staaten[13]
- Nr. 672 bei den Miraflores-Schleusen in Arraiján in Panamakanals.[10]

Von der zweiten Generation Treidellokomotivne des Pananamakanals steht die Nr. 55 bei den Miraflores-Schleusen.